# Fangstein
Der Fangstein wurde ab etwa 5000 v. Chr. zusammen mit Pfeil und Bogen als Jagdhilfe eingesetzt.

## Fundort
In der Sahara, in den nacheiszeitlichen Zeiten zunächst ein fruchtbares Gebiet, wurden Felsbilder gefunden, auf denen entsprechende Jagdszenen abgebildet sind. Die auf Stein festgehaltene Momentaufnahme zeigt einen Auerochsen, der scheinbar von Bogenschützen angegriffen wird und zwei Fangsteine an den Beinen trägt. Eine andere Szene zeigt ein Nashorn in ähnlicher Situation, jedoch mit nur einem Fangstein. Wie weit diese Jagdtechnik verbreitet war, ist unbekannt.

## Beschaffenheit und Technik
Der Fangstein wurde aus Felsbrocken eiförmig hergestellt. Die historisch bekannten Fangsteine wogen zwischen 10 und 90 Kilogramm. In der Mitte befand sich eine tiefe umlaufende Kerbe, um ein Abrutschen des angebrachten Fangseils zu verhindern.
In welcher Funktion Bogen und Seil technisch zu dieser Zeit benutzt wurde, ist noch nicht näher erforscht. Fest steht, dass die ausgewählte Beute mit den an Seilen befestigten Fangsteinen flüchtete und die Jäger gefahrlos folgten, bis sie das entkräftete Tier ohne großen Aufwand erlegen konnten. Je nach Beutegröße wurde die Anzahl der Fangsteine oder deren Gewicht erhöht.